# Миловидов, Павел Викторович
Павел Викторович Миловидов (род. 23 ноября 1950) — советский российский спортсмен (русские шашки), заочные шашки. Победитель чемпионата СССР по русским шашкам (1972 год). Участник 7 финалов чемпионата СССР, 6-ти Кубков СССР (по две серебряные и бронзовые награды). Четырежды Павел Миловидов выигрывал чемпионаты ЦС ВС ДСО «Буревестник». Был чемпионом РСФСР и многократным призером всех этих соревнований. Побеждал и во Всесоюзных форумах и фестивалях в Риге и Клайпеде. В 1987 году выиграл II Всероссийский турнир мастеров в Петрозаводске, которых было проведено всего два в СССР.
В 70-е годы занимался игрой по переписке, завершив участие в заочных турнирах победой в чемпионате России в 1975 году и став затем призером в следующем году чемпионата СССР.
Победил в IV Всесоюзном форуме шашистов-заочников в Риге и в чемпионате ЦС ДСО «Труд», будучи еще кандидатом в мастера. В 1975 году Павел переходит во Всесоюзное студенческое общество «Буревестник» и сразу же сборная команда, в составе которой он выступал, выигрывает кубок СССР.
Мастер спорта СССР по русским шашкам (став самым первым в Оренбурге).
Проживает в Оренбурге. Работает в ОГУ, учебный мастер кафедры физвоспитания. В настоящее время играет редко, не выезжая за пределы области. По этой причине, когда в 1996 году в Оренбурге Павел Миловидов играя в 1-й лиге чемпионата России вышел в высшую лигу, он не поехал на финальные соревнования.